# Skärva naturreservat

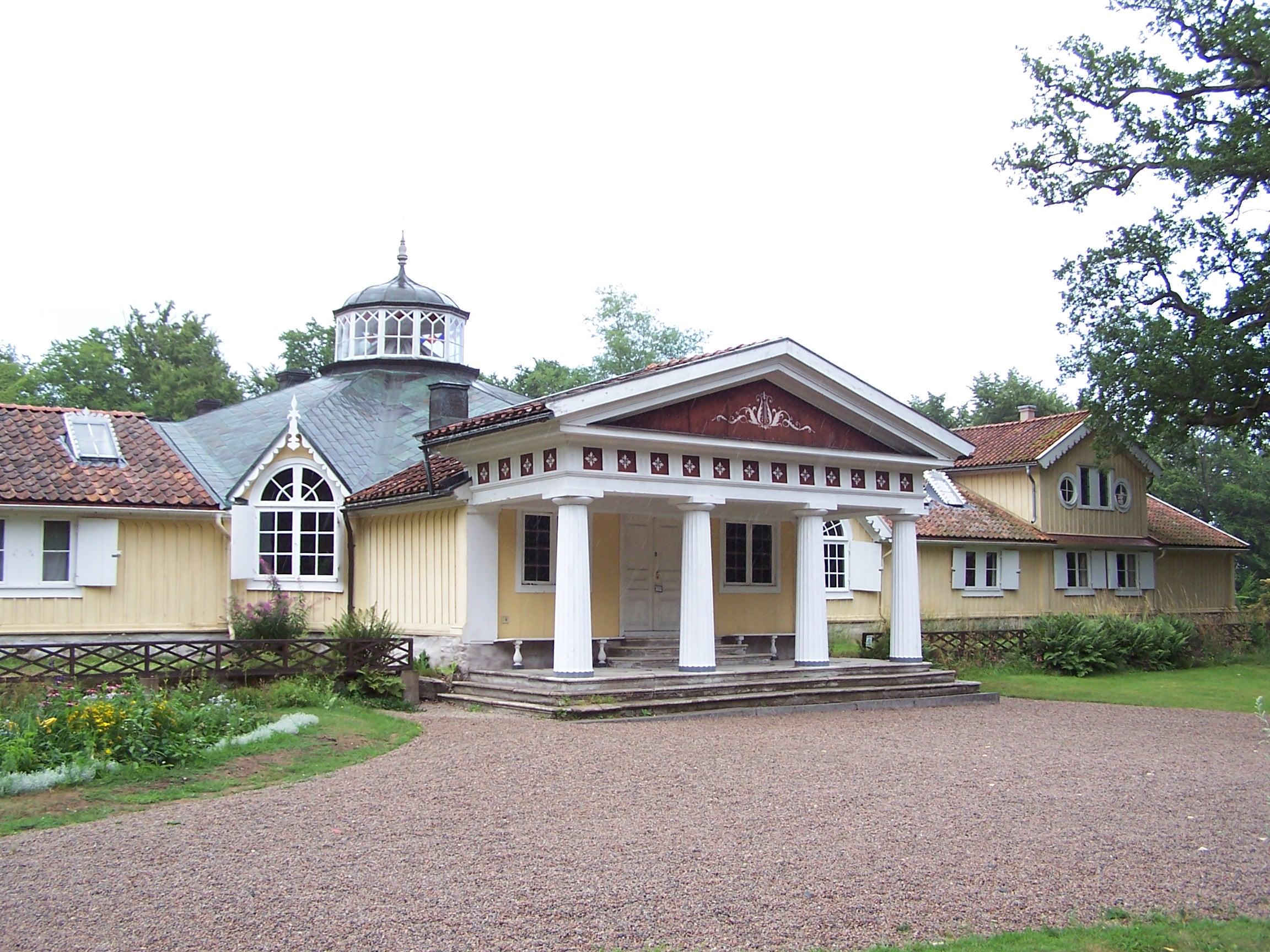
Skärva herrgård - huvudbyggnaden

Skärva är ett naturreservat i Karlskrona kommun i Blekinge län.
Reservatet är skyddat sedan 1995 och omfattar 230 hektar varav 160 hektar land. Det är beläget strax öster om Nättraby och omger Skärva herrgård.
Kring Skärva herrgård finns ett herrgårdslandskap med artrika ädellövskogar. Inom naturreservatet finns skogar, stränder, ängar, hagar, lundar, och kärr. Där växer bland annat bok, ek, ask, lind och avenbok. På våren täcks marken av vitsippor, vårlök, lungört, tandrot och många andra örter. Hagmarkerna med gamla träd och de öppna naturbetesmarkerna med strandängar ger en mångfald av växter och djur. De gamla träden utgör viktiga livsmiljöer för lavar, tickor och insekter.
Skärva herrgård, som byggdes av skeppsbyggaren Fredrik Henrik af Chapman vid slutet av 1700-talet, är tillsammans med den angränsande parken byggnadsminne sedan 1975.
Naturreservatet ingår i EU:s ekologiska nätverk, Natura 2000.